# Clemens Gröszer
Clemens C. Gröszer (* 20. April 1951 in Berlin; † 4. Oktober 2014 ebenda) war ein deutscher Maler, Grafiker und Bildhauer.

## Leben und Werk

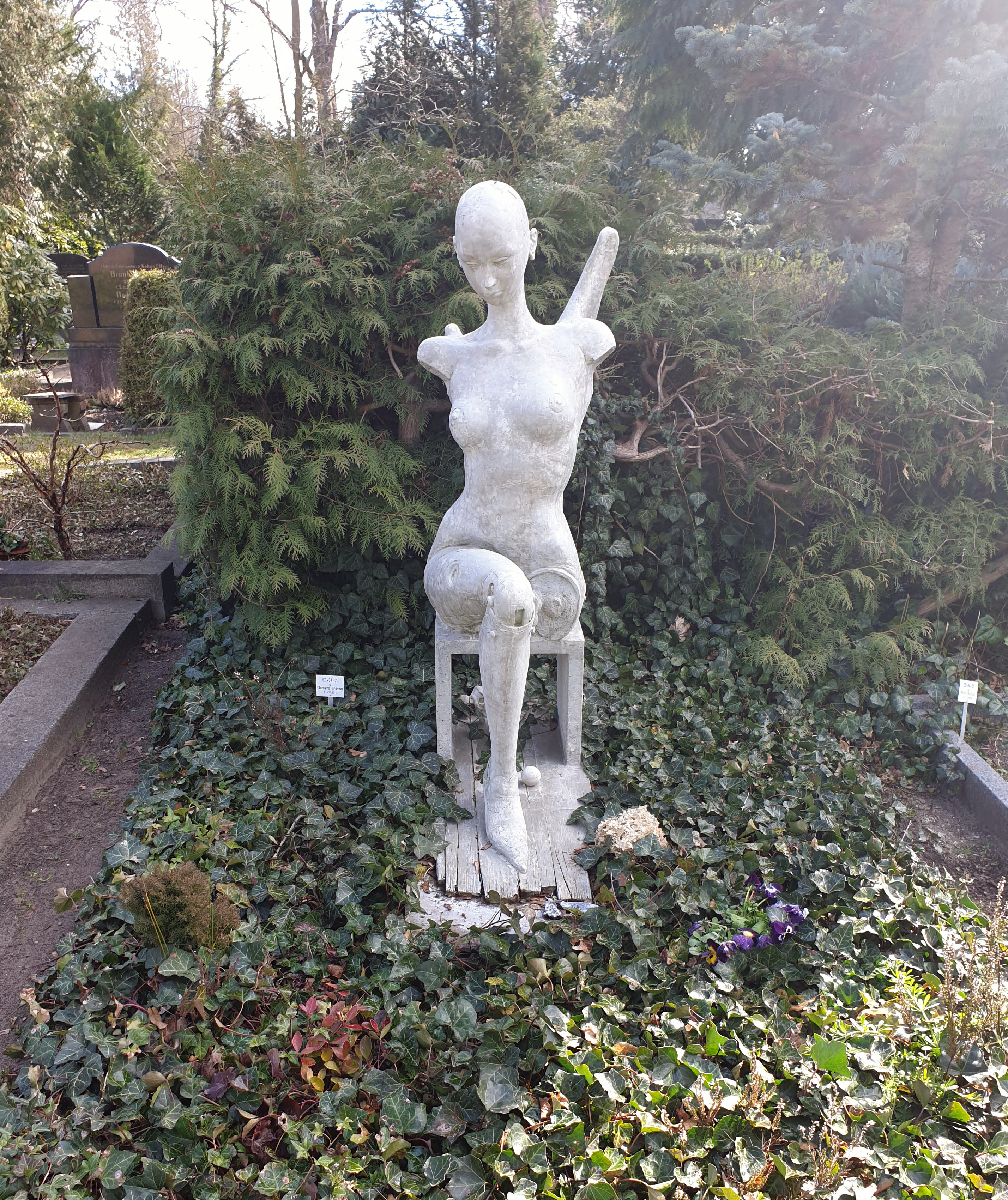
Grabstätte auf dem Evangelischen Friedhof in Berlin-Friedrichshagen

1967 entstanden erste Bilder. Nach dem Schulabschluss arbeitete Gröszer 1967–1969 unter anderem als Laborant bei Günter Tembrock am Institut für Zoologie in Berlin. 1970 machte er das Abitur. 1971 folgte ein Volontariat am Institut für Denkmalpflege Schwerin. Von 1972 bis 1976 studierte er Gemälderestaurierung und Malerei an der Kunsthochschule Berlin-Weißensee, unter anderem bei Kurt Robbel; später Aktzeichnen bei Werner Stötzer. 1973 heiratete er die angehende Architektin Anna Colden. Im gleichen Jahr wurde der Sohn Marc Gröszer geboren, der heute als Bildhauer tätig ist. 1974 begegnete Gröszer zum ersten Mal Rolf Biebl und Harald K. Schulze, den späteren Mitbegründern der Künstlergruppe „Neon Real“ (gegründet 1981). 1975 wurde die Tochter Rosa Gröszer geboren, die heute Modedesignerin ist. 1976 wurde Gröszer freischaffender Künstler.
In den 1970er Jahren beschäftigte sich Gröszer mit der Landschaftsmalerei. Hier erprobte er verschiedene Stilmittel wie auch das pleinairistische Arbeiten vor Ort (zum Beispiel in Niederlehme, seit 1973). Daneben erarbeitete er sich druckgrafische Techniken der Radierung, dann der Aquatinta, Kupferstich und ab 1980 die Lithografie.
Seit 1978 experimentierte Gröszer mit Klang- und Kinetik-Objekten und im gleichen Jahr begann er, Super-8-Filme zu drehen. Höhepunkt dieser Umbruchphase bildete 1980 der 70-Minuten-Film Judith und Holofernes, der unter der Mitwirkung von Künstlerfreunden zum Großteil an der Ostseeküste und Berlin entstand.
1979 erarbeitete sich Gröszer die klassische Lasurtechnik, der er sich bis zuletzt verschrieben hat. Von 1980 bis 1983 war Gröszer Meisterschüler an der Akademie der Künste der DDR bei dem Bildhauer Wieland Förster. Hier begann seine Vertiefung der figurativen Malerei. In diesem Zeitraum entstanden Porträts vor dem Modell, wie Antoinette (1982) oder allegorisch angelegte Figurenkompositionen wie Marin á cholie (I) (1983). Sie zeigen den nicht selten als „neoveristisch“ bezeichneten, ausgeprägten Malstil Gröszers, charakterisiert von Dinggenauigkeit, Zuspitzung und Inszenierungskraft, dem hin und wieder als Augentäuschung Collageelemente eingefügt wurden. Von dieser Zeit an wurde die Bildfigur oftmals lebensgroß im Bildraum verankert. Im direkten Gegenüber mit den Modellen entstanden Figurenbilder, wie die Bildnisse A.P. (1983–1989). Das Selbstporträt hatte seit den ausgehenden 1970er Jahren einen festen Bestand im Schaffen, so Selbstporträt vor roter Tapete (1980) oder Mummenschantz d'enfant (1999/2001).
1986 bestritt der Künstler eine erste größere Werkschau in der Galerie Bodo Niemann in Berlin (West). Seit 1987 unternahm er Reisen unter anderem in die Schweiz, nach Frankreich und Italien. Seit Beginn der 1990er Jahre vertiefte Gröszer das plastische Arbeiten. 1992 wurde das erste große Triptychon mit dem Titel Big Paradise und im Frühjahr 2011 Grand Café (Café Einstein) als drittes großes Triptychon vollendet.
Clemens Gröszer lebte und arbeitete bis zu seinem Tod in Berlin. Zu Lebenszeit aber auch postum widmeten sich zahlreiche Ausstellungen seinem Schaffen. Werke befinden sich in öffentlichen sowie privaten Sammlungen und Museen.

## Werke
(Auswahl)
- Hallo Fräulein, bitte melden… 1984, Mischtechnik, Collage auf Leinwand (Nationalgalerie Berlin)
- Café Liolet. 1986, Mischtechnik, Collage auf Leinwand (Kunstmuseum Dieselkraftwerk Cottbus)
- Ines im roten Kleid. 1989, Mischtechnik auf Leinwand
- Melancholie (Anja mit Maske). 1988/1990, Mischtechnik auf Leinwand
- Engel. 1997/1999, Bronze
- Twilight. 2002, Öl auf Leinwand, Triptychon
- Capital Queen (Queen of the Night). 1999–2004, Mischtechnik auf Leinwand
- Marin á cholie XII. 2004, Mischtechnik, Silber auf Spanplatte

## Einzelausstellungen
(Auswahl)
- 1983 Brandenburg, Galerie an der Havel (mit R. Biebl)
- 1985 Cottbus, Galerie Carl Blechen (mit H. Schulze)
- 1986 Frankfurt (Oder), Kabinett der Galerie Junge Kunst
- 1988 Suhl, Galerie im Steinweg
- 1989 San Marino, Galleria Nazionale d’Arte Moderna (mit H. Schulze u. a.)
- 1989 Frankfurt am Main, Frankfurter Kunstkabinett Hanna Bekker vom Rath
- 1993 Cottbus, Brandenburgische Kunstsammlungen
- 1993 Halle, Staatliche Galerie Moritzburg
- 1993 Hamburg, Galerie Christian Zwang
- 1997 Karlsruhe, Kirrmann-Galerie
- 2000 Alt-Langsow, Schul- und Bethaus (mit R. Biebl, H. Schulze)
- 2002 Galerie Michael W. Schmalfuss, Marburg
- 2003 Frankfurt am Main, Büchergilde Gutenberg
- 2003 Berlin, Galerie Christian Zwang
- 2004 Berlin, Galerie Berlin (mit Werner Tübke)
- 2004 Dresden, Neuer Sächsischer Kunstverein
- 2005 Apolda, Kunsthaus Apolda Avantgarde
- 2005 Schloss Cappenberg, Kreis Unna
- 2005 Rostock, Kunsthalle
- 2006 Halle (Saale), Galerie Dr. Stelzer und Zaglmaier
- 2006 Galerie Michael W. Schmalfuss, Marburg
- 2009 Berlin, Galerie Festl & Maas
- 2011 Berlin, Galerie Berlin
- 2011 Potsdam, Museumshaus „Im güldenen Arm“
- 2011 Chemnitz, Neue Sächsische Galerie „Otto Dix zum 120. Geburtstag“ mit V.S.u.N.W.
- 2011 Chemnitz, Weise Galerie und Kunsthandel (mit Volker Stelzmann und Otto Dix)
- 2012 Galerie Pankow, Berlin „Grand Café“
- 2014 Stadt Schieder-Schwalenberg, Robert Koepke-Haus,  „Versuchung“
- 2015 Cottbus, Kunstmuseum Dieselkraftwerk Cottbus Clemens Gröszer – Konstellationen II
- 2017 Kunstverein Schloss Wiligrad „Clemens Gröszer – Malerei, Grafik, Zeichnung und Skulptur“
- 2017 Bad Pyrmont, Schloss-Museum „Clemens Gröszer – Begegnungen“
- 2018 Berlin, Galerie Schmalfuss „Bis auf die nackte Haut“ (gemeinsam mit Hans Scheib)
- 2018 Freital, Städtische Sammlungen „Flaneur der Zeiten“
- 2019 Berlin Zitadelle Spandau, Zentrum für aktuelle Kunst „Clemens Gröszer, Die Portraits“
- 2021 Aschaffenburg, Schlossmuseum „Clemens Gröszer – Zwischen den Welten“ eine Ausstellung der Kunsthalle Jesuitenkirche Aschaffenburg
- 2022 Kunstmuseum Ahrenshoop „Clemens Gröszer – Bühne des Lebens“
- 2022/2023 Angermuseum Erfurt „Clemens Gröszer – Magie der Wirklichkeit“